# Jason Day (Golfspieler)
Jason Day (* 12. November 1987 in Beaudesert, Queensland) ist ein australischer Profigolfer.
Day wurde als Sohn eines australischen Vaters und einer philippinischen Mutter geboren. Er ist verheiratet und lebt in Westerville, Ohio.

## Amateurkarriere
Seinen ersten großen Erfolg erzielte er im Jahr 2000, als er im Alter von 13 Jahren das Australian Junior Masters gewann. In der Folge konnte er zweimal eine Saison als Erstplatzierter der Australian Junior Order of Merit beenden.
Bei den Queensland Open wurde er Siebter und damit bester Amateur.
In den USA war er 2004 in der Klasse der Jungen im Alter zwischen 15 und 17 bei den Callaway World Junior Championship siegreich und wurde 2005 Zweiter beim Porter Cup.

## Profikarriere
Day wechselte im Juli 2006 ins Profilager und begann damit, an Turnieren der PGA Tour teilzunehmen. Er schaffte bei fünf seiner ersten sechs Turniere den Cut. Dennoch gelang es ihm nicht, sich für die PGA Tour 2007 zu qualifizieren und er spielte daraufhin in der Nationwide Tour.
Durch seinen Sieg bei den Legend Financial Group Classic 2007 wurde er zum jüngsten Golfer, der bis dahin ein Event bei einer der drei Turnierserien der PGA gewinnen konnte.
Mit dem abschließenden 5. Platz der Geldrangliste der Nationwide Tour sicherte er sich die PGA Tour Card für 2008.
2010 gewann er die HP Byron Nelson Championship und wurde zum jüngsten Australier, dem ein Turniersieg auf der PGA Tour gelang.
2011 belegte er bei seinem ersten Auftritt beim Masters den geteilten 2. Platz und erzielte mit 12 unter Par das beste Ergebnis eines Debütanten. Und auch beim nächsten Major-Turnier, den US Open, erreichte er den 2. Platz, wodurch er vorübergehend in die Top Ten der Weltrangliste vorstieß.
2013 gewann Day sowohl die Einzelwertung als auch im Team Australien mit Adam Scott den ISPS Handa World Cup of Golf.
Im Februar 2014 verbesserte sich Day mit dem Gewinn der WGC-Accenture Match Play Championship bis auf Platz 4 der Weltrangliste.
Nach mehreren Erfolgen 2015 auf der PGA Tour, darunter ein Major-Erfolg bei den PGA Championship, erreichte er vorübergehend Platz 1 der Golfweltrangliste, den er nach seinem Sieg bei der WGC-Dell Match Play Championship Ende März 2016 wieder zurückerobern konnte. Beim Players Championship siegte er mit vier Schlägen Vorsprung vor dem US-Amerikaner Kevin Chappell. Am ersten Tag gelang ihm eine 63er-Runde, mit der er den Platzrekord einstellte.

## Turniersiege

### Major-Championship-Siege (1)
- 2015: PGA Championship

### WGC-Championship-Siege (2)
- 2014: WGC-Accenture Match Play Championship
- 2016: WGC-Dell Match Play Championship

### PGA-Tour-Siege (9)
- 2010: HP Byron Nelson Championship
- 2015: Farmers Insurance Open, RBC Canadian Open, The Barclays, BMW Championship
- 2016: Arnold Palmer Invitational, Players Championship
- 2018: Farmers Insurance Open
- 2023: AT&T Byron Nelson

### Nationwide-Tour-Siege (1)
- 2007: Legend Financial Group Classic

### Weitere Turniersiege (3)
- 2012: Wendy’s 3-Tour Challenge (mit Davis Love III und Nick Watney)
- 2013: ISPS Handa World Cup of Golf (Einzelwertung sowie Teamwertung mit Adam Scott)
- 2014: Franklin Templeton Shootout (mit Cameron Tringale)

## Resultate bei Major Championships
| Tournament            | 2010 | 2011 | 2012 | 2013 | 2014 | 2015 | 2016 | 2017 | 2018 |
| --------------------- | ---- | ---- | ---- | ---- | ---- | ---- | ---- | ---- | ---- |
| The Masters           | DNP  | T2   | WD   | T3   | T20  | T28  | T10  | T22  | T20  |
| US Open               | DNP  | 2    | T60  | T2   | T4   | T9   | T8   | CUT  | CUT  |
| The Open Championship | T60  | T30  | DNP  | T32  | T58  | T4   | T22  | T27  | T17  |
| PGA Championship      | T10  | CUT  | CUT  | T8   | T15  | 1    | 2    | T9   | T19  |

| Turnier               | 2019 | 2020 | 2021 | 2022 | 2023 | 2024 | 2025 |
| --------------------- | ---- | ---- | ---- | ---- | ---- | ---- | ---- |
| The Masters           | T5   | CUT  | CUT  | DNP  | T39  | T30  | T8   |
| PGA Championship      | T23  | T4   | T44  | T55  | CUT  | T43  | CUT  |
| US Open               | T21  | T38  | DNP  | DNP  | CUT  | CUT  | T21  |
| The Open Championship | CUT  | KT   | CUT  | DNP  | T2   | T13  | CUT  |

LA= Bester Amateur

DNP = nicht teilgenommen

CUT = Cut nicht geschafft

„T“ geteilte Platzierung

KT = Kein Turnier (Ausfall wegen Covid-19)

Grüner Hintergrund für Sieg

Gelber Hintergrund für Top 10.

## Teilnahme in Teambewerben
- Presidents Cup (für das internationale Team): 2011, 2013, 2015
- World Cup (für Australien): 2013 (Team- und Einzelsieger)